# Лесниченко, Валентин Егорович
Валентин Егорович Лесниченко (род. 29 апреля 1946, п. Центральная усадьба совхоза «Коммунар», Молотовский район, Ставропольский край, РСФСР, СССР) — советский и российский государственный и политический деятель. Председатель Верховного совета Карачаево-Черкесской ССР / Карачаево-Черкесской Республики с 1990 по 1993. Народный депутат СССР. Руководитель администрации Президента Карачаево-Черкесской Республики.

## Биография
Родился 29 апреля 1946 в посёлке Центральная усадьба совхоза «Коммунар» Ставропольского края РСФСР, в семье Егора Михайловича и Лидии Николаевны Лесниченко.
В 1964 году окончил Новоалександровскую среднюю школу № 1. В 1968 году окончил Ставропольский государственный педагогический институт, по специальности учитель.
Трудовую деятельность начал в марте 1968 инструктором Ставропольского краевого комитета ВЛКСМ. С ноября 1968 по ноябрь 1969 служил в рядах Советской армии.
В декабре 1969 избран первым секретарём Нефтекумского райкома комсомола, а в ноябре 1971 утверждён заведующим отделом комсомольских организаций Ставропольского крайкома ВЛКСМ.
С 1974 работал в аппарате Новоалександровского районного комитета партии заведующим отделом оргпартработы, а с 1976 — вторым секретарём.
В марте 1974 поступил на учёбу в Ставропольский сельскохозяйственный институт, который окончил в 1982, получив специальность экономиста сельскохозяйственного производства.
1982—1984 — председатель Новоалександровского райисполкома.
С 29 декабря 1984 по 22 июля 1986 — первый секретарь Благодарненского районного комитета КПСС.
В 1985 году поступил на учебу в Академию общественных наук при ЦК КПСС, окончил Академию в 1988, получил специальность — преподаватель научного коммунизма. По национальности русский.
С июля 1986 по 1987 — заведующий отделом организационно-партийной работы Ставропольского краевого комитета партии. С 1987 по 31 мая 1988 — секретарь крайкома партии.
В мае 1988 избран первым секретарём Карачаево-Черкесского обкома КПСС, а в 1990 — председателем Карачаево-Черкесского областного Совета народных депутатов, в этом же году был избран народным депутатом СССР от Карачаевского национально-территориального избирательного округа № 724 Карачаево-Черкесской автономной области.
В 1991 — заведующий оргинструкторским отделом Ставропольского крайисполкома. С января по июль 1992 — заведующий секретариатом краевого Совета народных депутатов.
С июля 1992 по март 1993 — заместитель директора фирмы «Горшор».
С апреля 1993 по март 1997 — директор территории Ассоциации социально-экономического развития республик, краёв и областей Северного Кавказа по Ставропольскому краю.
Несколько лет работал в банковской системе. С 1997 по 2000 — в Ставропольском банке Сбербанка России — директором управления делами, заместителем председателя банка.
С ноября 2000 по январь 2005 — заместитель председателя Правления Северо-Кавказского банка Сбербанка России.
С 3 февраля 2005 по 5 февраля 2007 — руководитель администрации Президента Карачаево-Черкесской Республики.
С 2007 по настоящее время — директор учебного центра Министерства финансов Ставропольского края.

## Классный чин
- Действительный государственный советник Карачаево-Черкесской Республики 1 класса (2007)

## Семья
Отец — Егор Михайлович Лесниченко (1915—1985), уроженец села Привольного Медвеженского уезда Привольнинской волости Ставропольской губернии (ныне — Красногвардейского района Ставропольского края).
Мать — Лидия Николаевна Лесниченко (Удовиченко) (1923—2010), уроженка села Привольного.
Жена — Мария Васильевна Лесниченко (Малышева) (род. 1946).
Дочь — Мирослава Валентиновна Скрипцова (Лесниченко) (род. 1969), экономист в банковской системе.
Дочь — Виктория Валентиновна Оверченко (Лесниченко) (род. 1974), учёный секретарь научно-исследовательского института.

## Награды
советские
- Медаль «В ознаменование 100-летия со дня рождения Владимира Ильича Ленина» (1970)
- Орден «Знак Почёта» (1980)

российские
- Почётная грамота Республики Северная Осетия — Алания — за вклад в развитие банковской системы республики[1]
- Медаль «За заслуги перед Ставропольским краем»
- Заслуженный работник государственной службы Карачаево-Черкесской Республики
- Почётный гражданин Новоалександровского района Ставропольского края (8 октября 2008)[5]
- Почётный гражданин Благодарненского района Ставропольского края[1]
- Почётный гражданин города Благодарного (14 сентября 2012)[6]